# 弗萊明頓 (密蘇里州)
弗萊明頓（英語：Flemington）是位於美國密蘇里州波爾克縣的村。

## 人口
根據2020年美國人口普查的數據，弗萊明頓的面積為0.86平方千米，皆為陸地。當地共有人口76人，而人口密度為每平方千米88人。